# Sofokles
Sofokles (starogr. Σοφοκλῆς; ur. ok. 496 p.n.e. w Kolonos, zm. 406 p.n.e. w Atenach) – największy obok Ajschylosa i Eurypidesa tragik starożytnej Grecji. 
Sofokles był także politykiem, dowódcą wojskowym i kapłanem. Jego działalność polityczna i praca twórcza przypadają na okres pomiędzy twórczością Ajschylosa a życiem Eurypidesa.
Zarówno za życia, jak i po śmierci był czczony przez współobywateli jako bohater.

## Życiorys
Urodzony prawdopodobnie w 496 roku p.n.e. w gminie Kolonos (Colonus Hippius, obecnie na przedmieściach Aten) w Attyce w bogatej rodzinie kupieckiej. Inne źródła podają, iż urodził się rok wcześniej w rodzie arystokratycznym. Sofokles był prawdopodobnie zapisany jako obywatel w księgach demu wiejskiego Kolonos, w którym często osadzał akcję swoich tragedii. Pewne jest, że Sofokles urodził się na kilka lat przed bitwą maratońską w roku 490, niektórzy badacze (Lloyd-Jones, Sommerstein) uznają przełom lat 497/496 za najbardziej prawdopodobną datę narodzin tragika. 
Ojcem Sofoklesa był Sofillos – właściciel manufaktury czy też dużego warsztatu zajmującego się wytwarzaniem broni. Zakład rzemieślniczy ojca Sofoklesa opierał się na pracy wyspecjalizowanych niewolników, z czego rodzina Sofillosa musiała czerpać niemałe zyski, zwłaszcza biorąc pod uwagę fakt, że Ateny prowadziły wówczas wojnę z Persją. 
Sofoklesa kształcono od dzieciństwa w myśl zasady kalokagatia, polegającej na harmonijnym łączeniu zalet duchowych z cielesnymi. Uczył się więc muzyki, tańca, gimnastyki i poznawał twórczość wielkich poetów. W wieku 16 lat (według innej wersji mając lat 15) został wybrany do chóru chłopców opiewającego zwycięstwo pod Salaminą. Wybór ten był niezmiernie ważnym wyróżnieniem, zwłaszcza biorąc pod uwagę fakt, że Sofoklesowi przydzielono rolę kierownika chóru. 
Był aktorem oraz twórcą dramatów. Pierwszy raz stanął do zawodów dionizyjskich w wieku 28 lat i od razu otrzymał główną nagrodę pokonując wówczas sławnego już i powszechnie szanowanego Ajschylosa. Działo się to w 468 roku p.n.e. Prawdopodobnie pierwsza triada tragediowa Sofoklesa zawierała sztukę Triptolemus. Data artystycznego debiutu Sofoklesa przytaczana tutaj pochodzi od Plutarcha (Żywoty, Żywot Peryklesa, 8.5) i ostatnio jest podawana w wątpliwość. Najprawdopodobniej bowiem debiut artystyczny Sofoklesa przypada na rok 470 p.n.e., zatem zwycięstwo w zawodach dionizyjskich byłoby tylko pierwszym tak spektakularnym sukcesem w karierze artystycznej młodego Sofoklesa. W swoim Żywocie Kimona Plutarch przedstawił przebieg agonu tragediowego pomiędzy obydwoma dramaturgami. Agon zakończył się w sposób nietypowy, ponieważ zdania arbitrów były podzielone. Pokonany Ajschylos miał według Plutarcha dobrowolnie udać się na wygnanie na Sycylię. 
Sofokles szybko przejął pozycję swojego wielkiego poprzednika. W ciągu swojego długiego, bo około 90-letniego, życia napisał 123 tragedie i dramaty satyrowe przeznaczone do wykonywania podczas festiwali religijnych. Pierwsze miejsce zajął 24 razy, zaś przyjmuje się, że 13 razy pokonał w rywalizacji Ajschylosa. Akme jego twórczości przypadła na lata największego rozkwitu Attyki, która wyszła zwycięsko z zakrojonej na szeroką skalę wyprawy Kserksesa I. Sofokles stał się jednym z najbardziej szanowanych obywateli ateńskich. Przyjaźnił się z Herodotem i Peryklesem. Był też kapłanem herosów Amynosa i Halona oraz boga Asklepiosa. 
Chociaż nie przejawiał zbyt dużego zainteresowania sprawami polityki, pełnił liczne stanowiska w służbie publicznej w administracji ateńskiej (dwukrotnie był strategiem) (441 p.n.e./440 p.n.e.), był także jednym ze skarbników Związku Delijskiego (443 p.n.e./442 p.n.e.). Osoby przynależące do kolegium publicznych skarbników (gr. Ἑλληνοταμίαι) musiały zgodnie z podziałem społeczeństwa potwierdzonym przez Solona w roku 594 p.n.e. należeć do najwyższej pod względem posiadanego majątku grupy tzw. pięciusetmiarowców (pentakosiomedimnoi), gdyż za ewentualne sprzeniewierzenie publicznych pieniędzy odpowiadały całym swoim majątkiem. Fakt pełnienia przez Sofoklesa tak odpowiedzialnego stanowiska świadczy o bardzo wysokim statusie majątkowym tragika. 
W 440 p.n.e. u boku Peryklesa Sofokles uczestniczył w tłumieniu buntu na Samos (w roku 440 obydwaj pełnili funkcję strategów), który wybuchł z powodu niezadowolenia po scentralizowaniu przez Ateńczyków struktury Ateńskiego Związku Morskiego. 
W 420 p.n.e. wraz z wprowadzeniem publicznego kultu Asklepiosa w Atenach Sofokles został wybrany na jego kapłana, natomiast w jego własnym domu wystawiono ołtarz z podobizną Asklepiosa przeniesioną z Epidauros, który mieścił się w prywatnym domu tragika aż do chwili wystawienia bóstwu stosownego przybytku świątynnego. Z tego właśnie powodu Sofokles uzyskał pośmiertny przydomek dexion, czyli „odbiorca”.
W 413 p.n.e. Sofokles został wybrany jednym z komisarzy badających sprawę klęski wyprawy sycylijskiej wysłane przez stronnictwo Alcybiadesa w celu zdobycia Syrakuz.
Sofokles podobno dożył późnej starości - zmarł w wieku 90 lat w 406 roku p.n.e. Nie doczekał zakończenia wojny peloponeskiej. Jego śmierć zbiegła się w czasie z niemal całkowitym upadkiem znaczenia politycznego polis ateńskiej. Aby zademonstrować swój szacunek do zmarłego Sofoklesa, wystawiano jego sztuki w Lenajach, natomiast jego niedokończona sztuka Edyp w Kolonie stanowiąca środkową część triady rozpoczynającej się sztuką Edyp królem, a zamkniętą Antygoną, została dokończona przez wnuka Sofoklesa ze związku z Theoris - Sofoklesa Młodszego i jako opus posthumum została wystawiona wkrótce po jego śmierci. Historiografia antyczna (lubująca się w podawaniu rozmaitych anegdot na temat słynnych postaci) przekazała historię, według której przyczyną śmierci Sofoklesa miało być udławienie się jagodą winogronową.
Sofokles ożenił się z obywatelką ateńską Nikostratą, z którą miał syna Jofona. Wiadomo także, że miał kochankę znaną pod imieniem Theoris, pochodzącą z peloponeskiego miasta Sykion. Ze związku z Theoris narodził się drugi syn Sofoklesa - Ariston, ojciec Sofoklesa zwanego Młodszym. Jofon i Sofokles Młodszy zostali tragediopisarzami.

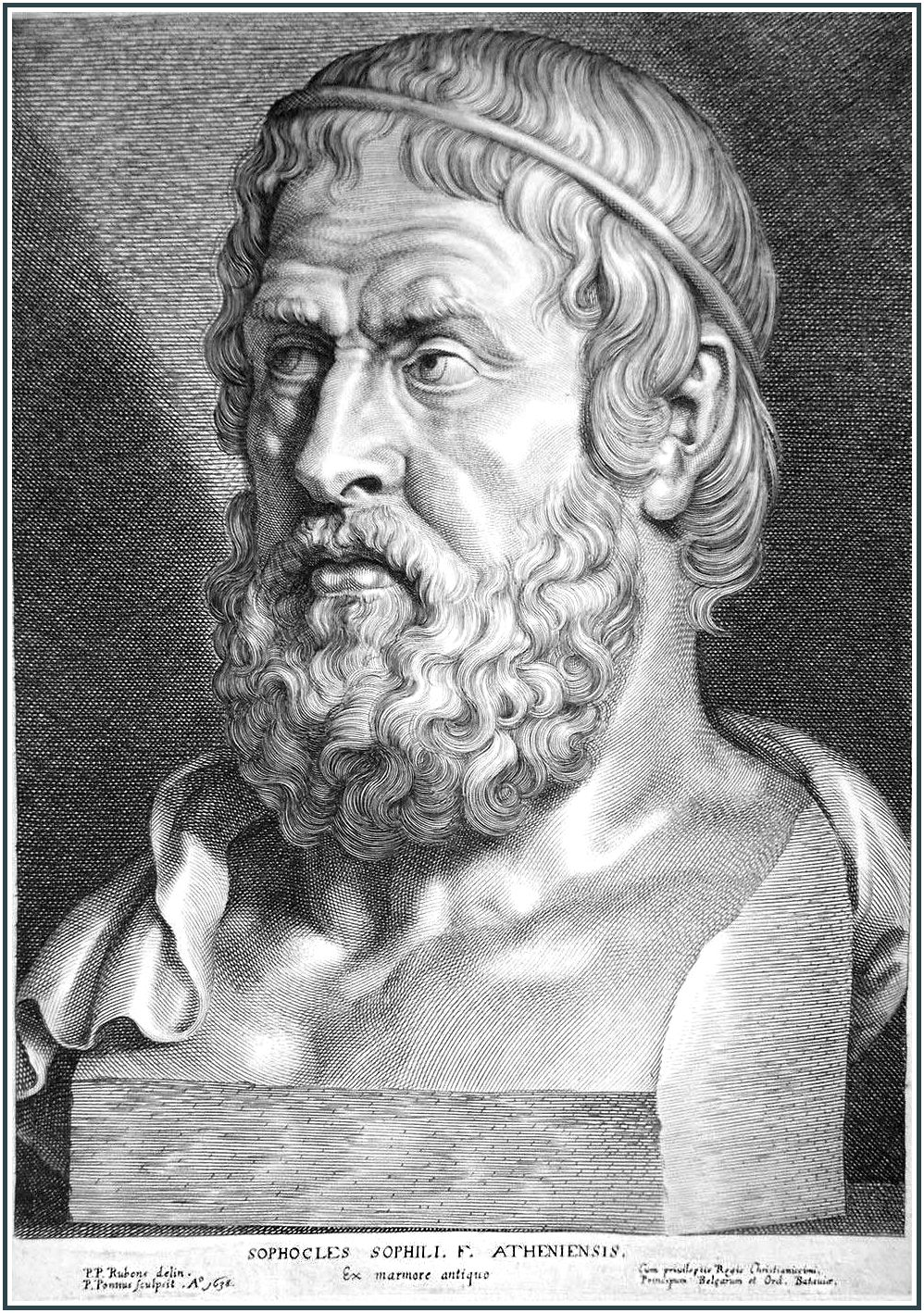
Peter Paul Rubens, Sofokles, 1638

## Twórczość

### Charakterystyka
Twórczość Sofoklesa odznacza się: głębokim patriotyzmem, konserwatyzmem, tradycyjnością, religijnością, fatalizmem i pesymizmem. Sofokles zminimalizował bezpośredni wpływ bogów na losy bohaterów oraz odszedł od trylogii tragicznych w kierunku traktowania każdej tragedii jako zamkniętej całości. W tragediach Sofoklesa wola ludzka odgrywa większe znaczenie niż boska, co stanowczo oddaliło go od poprzednika.
Jego tragedie są celowo zbudowanymi dziełami sztuki, o skończonej w sobie akcji i starannej charakterystyce postaci. Prostota stylu stawia go pomiędzy patosem Ajschylosa a retorycznym artyzmem Eurypidesa. 
Bohaterowie Sofoklesa są pogrążeni w rzeczywistości pełnej sprzeczności nie do pogodzenia, przepełnionej konfliktami sił, które nieuchronnie dążą do kolizji. Sofokles zaakcentował ludzką stronę postaci, z których każda ma w sobie jakiś defekt. Postacie ze sztuk Sofoklesa bywają także szlachetne i dobre, jednak z drugiej strony samotne w walce ze złem, które mają w samych sobie. Ich walka z tym pierwiastkiem zła jest zawsze próżna, jednak to właśnie za jej pośrednictwom człowiek osiąga pełnię człowieczeństwa, które niesie ze sobą potępienie osłodzone chwilą chwały. Szczególnie dobrze jest to widoczne w tragedii Edyp królem, która przez Arystotelesa została uznana za wzór idealnej tragedii greckiej.
Wraz z tokiem akcji analiza psychologiczna postaci pogłębia się, podlega jej tak sam człowiek, jak i otaczająca go rzeczywistość. Twórczość Sofoklesa cechuje silna tendencja do odzierania postaci z emfazy (onkos). W Edypie w Kolonie chór powtarza „Najlepszym losem jest w ogóle się nie narodzić”. Wydarzenia, które dotykają bohaterów sztuk Sofoklesa, są całkowicie niewytłumaczalne, nie da się ich też w żaden sposób usprawiedliwić. Wszystkim rządzi nieugięte fatum.
W sumie Sofokles 18 razy otrzymał pierwsze miejsce na Wielkich Dionizjach i prawdopodobnie 6 razy na Lenajach, do których konkursy tragediowe wprowadzono około 420 roku p.n.e.
Oprócz peanów i elegii tworzył też pisma o chórze.

### Innowacje
Sofokles zerwał z klasyczną konwencją trylogii tragediowej mieszczącej się w ramach tetralogii, której zwieńczeniem był dramat satyrowy. Wprowadził do tragedii trzeciego aktora (choć zdaniem niektórych badaczy (Freeman) jest to innowacja wprowadzona przez Ajschylosa u schyłku jego życia, natomiast Sofokles jako pierwszy zastosował ją na taką skalę), zwiększył liczebność chóru z 12 do 15 osób; położył ogromne zasługi na polu scenografii znacznie ją rozbudowując (o tych nowościach w zakresie dekoracji scenicznej pisze Arystoteles w swojej Poetyce w ustępie 49a). 
Wprowadzenie trzeciego aktora zaowocowało zerwaniem ze stosowanym dotychczas modelem opozycji między dwoma antytetycznymi postaciami, przez co bardziej zaakcentowano związki interpersonalne, powstała nieznana dotąd dynamiczna płynność rytmu teatralnego. Zwiększenie liczby chórzystów zaowocowało podkreśleniem roli koryfeusza w całości tragedii. 
Chóry w tragediach Sofoklesa w stosunku do chórów ze sztuk autorstwa Ajschylosa oddzielają się od akcji, ich aktywny udział w sztuce staje się coraz bardziej nikły, chór staje się raczej widzem i komentatorem wydarzeń niż ich czynnym uczestnikiem. 
Sofoklesowi zawdzięczamy wprowadzenie monologu (gr. ρήσις) – przykładem są monologi Ajasa i Edypa. Za pomocą monologu postaci Sofoklesa uzyskały niespotykaną dotąd łatwość wyrażania własnych myśli.

### Chronologia i cykle utworów
Tradycyjnie przypisuje się Sofoklesowi autorstwo co najmniej 123 sztuk (tragedii i dramatów satyrowych). Z tego bogatego dorobku zachowało się w całości jedynie 7 sztuk: Antygona (442 p.n.e.), Ajas, Edyp królem (w przekładzie na polski bardziej znana jako Król Edyp), Elektra, Filoktet, Trachinki i Edyp w Kolonie. 
Tylko odnośnie do dwu z siedmiu zachowanych sztuk Sofoklesa posiadamy informacje dotyczące daty pierwszego wystawienia, są to: Filoktet (409 p.n.e.) i Edyp w Kolonie (401 p.n.e., dokończony przez wnuka Sofoklesa - Sofoklesa Młodszego). Z pozostałych sztuk Elektra wykazuje liczne podobieństwa stylistyczne do dwu pierwszych sztuk. Przypuszcza się, że powstała ona w późnym okresie kariery tragediopisarskiej Sofoklesa. Ajas, Antygona i Trachinki są z kolei uznawane za stosunkowo wczesne prace Sofoklesa. Na podstawie analizy stylistycznej można umieścić sztukę Edyp królem w środkowym okresie aktywności twórczej dramaturga. 
Cykl tebański Sofoklesa należy do drugiej trylogii tragediowej przechowanej do naszych czasów w całości. Pierwszą taką triadą jest Oresteja Ajschylosa. Trylogia sofoklejska składa się z następujących części: 
1. Król Edyp
2. Edyp w Kolonie
3. Antygona

Zwraca tu uwagę czas powstawania sztuk wyznaczony w oparciu o analizę stylistyczną dzieł względem chronologii wydarzeń w triadzie tragediowej: kończąca triadę Antygona jest dziełem stosunkowo wczesnym, najstarszym, natomiast środkowa część - Edyp w Kolonie jest ostatnim, nieukończonym dziełem Sofoklesa. Ta pozorna inkongruencja jest jednym z dowodów poświadczających silną u Sofoklesa tendencję do rozbijania tetralogii na poszczególne autonomiczne tragedie i dramaty satyrowe.
Sztuki należące do tak zwanego cyklu tebańskiego choć na ogół są ze sobą ściśle łączone, co najczęściej wyraża się w wydawaniu ich trzech w postaci jednego woluminu, naprawdę są dziełami całkowicie autonomicznymi, napisanymi na różne festiwale i zostały napisane w przeciągu 40 bądź nawet więcej lat bez uwzględnienia chronologii mitu. W rzeczywistości nie stanowią one nawet prawdziwej trylogii, takiej, jaką jest na przykład Oresteja.

## Główne prace
Sofokles był autorem 123 tragedii, z czego, do naszych czasów, zachowało się w całości zaledwie 7:
- Ajas (tekst) (najstarsza tragedia z siedmiu, które się zachowały)
- Antygona (442 p.n.e. epiczna parafraza polska Jana Walentego Jakubowskiego, (1574), ponadto przekłady Wincentego Smacznińskiego, (1850), Zygmunta Węclewskiego, Jana Czubka, 1881, Kazimierza Kaszewskiego, Kazimierza Morawskiego, Tadeusza Węclewskiego, 1931, Mieczysława Brożka, Nikosa Chadzinikolau)
- Król Edyp (429 p.n.e.-426 p.n.e.)
- Elektra (tekst) (416 p.n.e.)
- Kobiety z Trachis (lub Trachinki) (tekst) (416 p.n.e., przedstawiający śmierć Heraklesa)
- Filoktet (409 p.n.e.)
- Edyp w Kolonie (ostatnie dzieło Sofoklesa, wydane po jego śmierci)

Zachowało się też około 400 wersów dramatu satyrowego Tropiciele (tekst) („Ichneutai”, znanego także pod tytułem „Wyżły”) odkrytego w Egipcie w 1907. To w przybliżeniu połowa pierwotnej objętości. Jest to drugi najlepiej zachowany starogrecki dramat satyrowy - w lepszym stanie znajduje się jedynie dramat satyrowy Eurypidesa Cyklop, który zachował się w całości. Ponadto znanych jest ponad tysiąc sto fragmentów pochodzących z pozostałych utworów.
Większość tragedii Sofoklesa układane jest w dwa cykle: trojański (Ajas, Filoktet, Elektra) i tebański (Król Edyp, Edyp w Kolonie, Antygona).